# Bill Watterson
William "Bill" Watterson II (Washington, D. C., 5 de julio de 1958) es un dibujante, conocido por ser el autor de la tira cómica Calvin y Hobbes así como de algunos dibujos de la revista norteamericana Target: The political cartoon quarterly magazine.

## Biografía
A los seis años, Watterson se mudó a Chagrin Falls, Ohio. Durante su infancia vivió con su padre, empleado de una oficina de patentes, y su madre, miembro del consejo de la ciudad. También tiene un hermano menor.

### Comienzo de su carrera
En 1980, Watterson se graduó en Kenyon College, en Gambier, de la carrera de ciencias políticas. Inmediatamente fue contratado a prueba por seis meses, por el "Cincinnati Post" como dibujante de caricaturas políticas: 

"El acuerdo era que si las cosas no funcionaban bien durante el período de prueba, o bien ellos podían despedirme, o yo podía renunciar. Está claro que las cosas no funcionaron, pues me despidieron sin darme mayores explicaciones."

"Yo supongo que el editor quería un Jeff MacNelly (ganador de un Pulitzer a los 24 años), y yo no cumplía con sus expectativas. Mis días en Cincinnati fueron bastante "kafkianos". Apenas llevaba allí dos semanas, y el editor insistía en que mi trabajo fuera sobre temas locales, en contraposición con los nacionales. Cincinnati tiene un extrañísimo sistema gubernamental tripartidista, y para el momento en que me di cuenta, ya estaba en las listas de los desempleados. No comencé precisamente con el pie derecho. Por aquellos entonces, Cincinnati también comenzaba a darse cuenta de que tenía un mayor talento caricaturístico en Jim Borgman, en el otro diario de la ciudad, y ciertamente yo no salía airoso de la comparación. 

### Ascenso al éxito
"Calvin y Hobbes" fue publicado por primera vez el 18 de noviembre de 1985. En 1986, Watterson recibió el premio Reuben como el caricaturista más destacado del año, de parte de la Sociedad Nacional de Caricaturistas de EE. UU. siendo la persona más joven en recibirlo. En 1988, nuevamente recibió este premio, y obtuvo una nominación más, cuatro años después. 
Watterson dedicó una gran parte de su carrera a tratar de cambiar el ámbito de los cómics. Creía que el valor artístico de los cómics estaba siendo minado, y que el espacio que ocupaban en los diarios era cada vez menor, y era sujeto de críticas infundadas por parte de los editores (en cierta ocasión, Watterson dijo: "Soy caricaturista, no el jefe de una fábrica de 'Calvin y Hobbes'"). Watterson cree que el arte no debe ser juzgado por el medio por el cual se crea (v.gr., que no hay "altas" artes, ni "bajas" artes, simplemente arte).
Watterson también es conocido por su lucha contra la estructura arbitraria que los editores impusieron a las tiras cómicas de los diarios: las caricaturas normales inician con cuadritos bastante anchos, mostrando el logotipo de la tira cómica, y posteriormente la caricatura es presentada en una serie de cuadritos de diversos anchos, limitando así las opciones de diseño al caricaturista. Watterson se las arregló para hacer una excepción a esta constante para "Calvin y Hobbes", siéndole permitido dibujar sus tiras dominicales del modo que él quisiera. De hecho, en muchas de ellas las viñetas se superponen o contienen sus propias viñetas; en otras, la acción se desarrolla de forma diagonal a través de la tira.
Incluso, Watterson combatió constantemente contra las diversas cosas que él sentía que abarataban su cómic. Él sentía que pegar imágenes comerciales de "Calvin y Hobbes" en tazas, estampas y playeras devaluaban a los personajes y sus personalidades. Esto también explica su constante negativa a permitir que la tira cómica se convirtiera en una serie animada. Watterson peleó este punto ante la presión de editores de manera exitosa, hasta el final de su carrera como caricaturista, y aún después. 
Watterson se tomó dos periodos sabáticos, de mayo de 1991 a febrero de 1992, y de abril a diciembre de 1994.

### Jubilación
En una carta breve que los editores publicaron el 9 de noviembre de 1995, Watterson anunció su retiro a la edad de 38 años:

"Estimado editor: Dejaré de dibujar 'Calvin y Hobbes' a fin de año. Esta no ha sido una decisión impulsiva ni fácil de tomar, y lo hago con algo de tristeza. Sin embargo, mis intereses personales han cambiado, y creo que he hecho lo que he podido dentro de las limitaciones de las fechas de entrega y el tamaño de las viñetas. Estoy ansioso por trabajar a un ritmo más meditativo, con pocos compromisos artísticos. Aún no me he decidido por proyectos de futuro, pero mi vínculo con la Universal Press Syndicate continuará."
"El que tantos diarios hayan publicado a "Calvin y Hobbes" es algo que siempre me honrará, y agradezco sobremanera su apoyo e indulgencia a lo largo de la pasada década. Dibujar esta tira cómica ha sido un privilegio y un placer, y agradezco que me hayan dado la oportunidad."
"Sinceramente, 
Bill Watterson".

La última tira de "Calvin y Hobbes" fue publicada el 31 de diciembre de 1995. Desde su retiro, Bill Watterson se ha dedicado a la pintura, dibujando a menudo paisajes de los bosques con su padre. También ha publicado numerosas antologías de "Calvin y Hobbes".
Viviendo en el aislamiento, Watterson se niega a firmar autógrafos, dar entrevistas frecuentes, o revelar dónde vive, saliendo muy ocasionalmente ante el público. El 21 de diciembre de 1999, un artículo corto, llamado "Drawn Into a Dark But Gentle World", escrito por Watterson para marcar el anunciado fin de la tira "Peanuts", fue publicado en "Los Angeles Times" ().

Bill Watterson ha ofrecido dos discursos:
- "El abaratamiento de los cómics", discurso dado en el Festival de Arte en Caricaturas, en la Universidad Estatal de Ohio, el 27 de octubre de 1989;
- "Pensamientos sobre el mundo real por uno que lo observó y huyó", dado en Kenyon College el 20 de mayo de 1990 .